# マーティン・マリエッタ
マーティン・マリエッタ（Martin Marietta）は、1961年にマーティンとアメリカン・マリエッタの合併によってできた、航空機メーカーである。1993年にゼネラル・エレクトリックの航空宇宙部門を買収。1995年3月に別の航空機メーカー、ロッキードと合併し、現在はロッキード・マーティンとなっている。

## 製造製品

### 宇宙衛星・ロケット
- タイタン

### 航空機
- X-24 (航空機)
- X-23 (航空機)

### ミサイル
- AGM-12 ブルパップ
- AGM-62 ウォールアイ
- MGM-31 パーシング
- MGM-51 シレイラ
- MGM-134 ミゼットマン
- LGM-118A ピースキーパー
- FGM-148 ジャベリン (テキサス・インスツルメンツとの共同開発)
- スプリント